# Емполі
Емполі (італ. Empoli) — муніципалітет в Італії, у регіоні Тоскана,  метрополійне місто Флоренція.
Емполі розташоване на відстані близько 240 км на північний захід від Рима, 26 км на захід від Флоренції.
Населення — 48 008 осіб (2014).

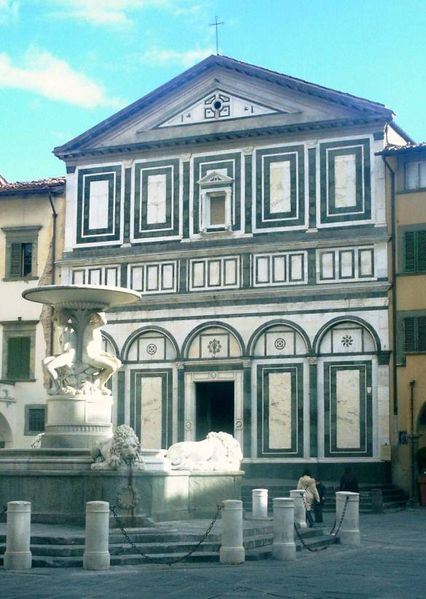

Щорічний фестиваль відбувається 30 листопада. Покровитель — Андрій Первозваний.

## Демографія
Населення за роками:

Станом на 1 січня 2023 року в муніципалітеті офіційно проживав 8381 іноземець з 105 країн, серед них 1028 громадян країн Євросоюзу та 97 громадян України.

## Сусідні муніципалітети
- Капрая-е-Ліміте
- Кастельфьорентіно
- Черрето-Гуїді
- Монтелупо-Фьорентіно
- Монтеспертолі
- Сан-Мініато
- Вінчі

## Відомі уродженці
- Лоренцо Карбончіні (1976) — італійський веслувальник, олімпійський медаліст.